# Giuseppe Maria Reina
Giuseppe Maria Reina (né le 23 octobre 1954 à Catane) est une personnalité politique italienne, ancien secrétaire d'État dans le gouvernement Silvio Berlusconi IV depuis le 12 mai 2008, membre du Mouvement pour l'autonomie après avoir longtemps été membre du Parti socialiste italien. Il démissionne de son poste de secrétaire d'État en décembre 2010, avec l'appui de son parti.

## Biographie
Élu député en lors des élections de 2006 comme membre du MPA mais en étant élu sur la liste de Forza Italia en Pouilles. Réélu en 2008, mais sur la liste du MPA.